# پرتقال خونی (فیلم ۱۳۸۹)
پرتقال خونی فیلمی به کارگردانی سیروس الوند، تهیه‌کنندگی محمد نشاط و نویسندگی پیمان عباسی محصول سال ۱۳۸۹ است.

## خلاصه داستان
پرتقال خونی روایت داستان مهندس میانسالی به نام والا (فریبرز عرب‌نیا) است که در آستانه جدایی از همسرش است. در این بین دختر جوانی به نام ترمه (نیوشا ضیغمی) برای طراحی دکور دفتر کارش می‌آید و رفته رفته این آشنایی به شکل‌گیری رابطه‌ای عاطفی می‌انجامد تا اینکه عکاس جوانی به نام سیاوش (حامد بهداد) وارد زندگی ترمه می‌شود و...